# Крістіан Медіна
Крістіан Медіна (ісп. Cristian Medina, нар. 1 червня 2002, Ісідро-Касанова) — аргентинський футболіст, півзахисник клубу «Бока Хуніорс».
Виступав, зокрема, за клуб «Бока Хуніорс», а також олімпійську збірну Аргентини.
Чемпіон Аргентини.

## Клубна кар'єра
Народився 1 червня 2002 року в місті Ісідро-Касанова. Вихованець футбольної школи клубу «Бока Хуніорс». Дорослу футбольну кар'єру розпочав 2021 року в основній команді того ж клубу, кольори якої захищає й донині.

## Виступи за збірні
У 2018 році дебютував у складі юнацької збірної Аргентини (U-17), загалом на юнацькому рівні взяв участь у 10 іграх, відзначившись одним забитим голом.
З 2024 року захищає кольори олімпійської збірної Аргентини. У складі цієї команди провів 5 матчів.

## Титули і досягнення
- Чемпіон Аргентини (1):

«Бока Хуніорс»: 2022